# 蝴蝶玉螺
蝴蝶玉螺（学名：Natica alapapilionis），是异足目玉螺科玉螺属的一种。主要分布于印度尼西亚、中国大陆、台湾，常栖息在浅海沙底、潮下带。